# Karin Friedrich (historienne)
Karin Friedrich (Munich, 12 juin 1963) est une historienne allemande. Elle est spécialisée dans l'histoire de la Prusse à l'Époque moderne.